# Ernstberg
Der Ernstberg (auch Erensberg oder Erresberg  genannt) bei Hinterweiler im Landkreis Vulkaneifel in Rheinland-Pfalz ist mit 699,8 m ü. NHN der höchste der Westeifelvulkane und nach der Hohen Acht (746,9 m) der zweithöchste Berg der Eifel.

## Geographie

### Lage
Der Ernstberg liegt im Zentrum des Naturparks Vulkaneifel im Gebiet der Ortsgemeinde Hinterweiler. Sein Gipfel erhebt sich rund 1,2 km südöstlich (Luftlinie) von deren Dorfkirche. Nordnordöstlich des Bergs befindet sich Dockweiler, östlich Waldkönigen, südsüdöstlich Steinborn und westlich Kirchweiler.

### Naturräumliche Zuordnung
Der Ernstberg gehört in der naturräumlichen Haupteinheitengruppe Osteifel (Nr. 27), in der Haupteinheit Kyllburger Waldeifel (277) und in der Untereinheit Kyllburger Waldrücken (277.2) zum Naturraum Prümscheid (277.20), wobei direkt im Südwesten über Nordwesten bis Nordosten in der Haupteinheit Kalkeifel (276) und in der Untereinheit Nördliche Vulkaneifel (276.8) der Naturraum Dockweiler Vulkaneifel (276.81) angrenzt.

## Geologie und Flora
Der Ernstberg ist ein altpleistozäner Schichtvulkan mit bezeichnender ringförmiger Anordnung von Schweißschlacken- und Basalteinlagerungen (Nephelin-Leuzitit). Sein Gipfel besteht aus Schweißschlacken, die einen nach Osten offenen Kraterwall aufbauen. Hier sind die Basaltmassen ausgeflossen, die am Osthang des Berges einen Halbkreis bilden; vom Mittelalter bis etwa 1930 wurden am Bergfuß Mühlsteine gebrochen. In seiner Waldlandschaft kommen Mondviolen (Lunaria rediviva) vor.

## Höhle und Martinswand
Etwas unterhalb des Ernstberggipfels befindet sich eine Höhle, die von der einen zur anderen Bergseite führt. Ihre Eingänge sind versperrt, sodass ein Höhlenbegehen nicht möglich ist. Auf der Südostflanke des Bergs liegt die felsige Martinswand.

## Schutzgebiete
Auf Großteilen des Ernstbergs liegt das am 20. September 1978 von der Bezirksregierung Trier ausgewiesene Naturschutzgebiet Ernstberg (CDDA-Nr. 81623), das 96 ha groß ist. Innerhalb diesem Gebiet ist seit 16. April 1938 als flächenhaftes Naturdenkmal der Gipfel des Ernstberges (ND-7233-525) ausgewiesen; sein Schutzzweck ist die Erhaltung des Schichtvulkans. Auf dem Berg befindet sich ein Teil des Landschaftsschutzgebiets Zwischen Üß und Küll (CDDA-Nr. 326012; 1982 ausgewiesen; 396,32 km² groß). Zudem liegt dort ein Teil des Fauna-Flora-Habitat-Gebiets Gerolsteiner Kalkeifel (FFH-Nr. 5706-303; 84,08 km²).

## Wintersport
Im Winter bestehen am Ernstberg bedingt durch die Höhenlage oft gute Wintersportmöglichkeiten. Gespurte Langlauf-Loipen, Rodelhang und Hütte mit Skiverleih sind vorhanden.

## Verkehr und Wandern

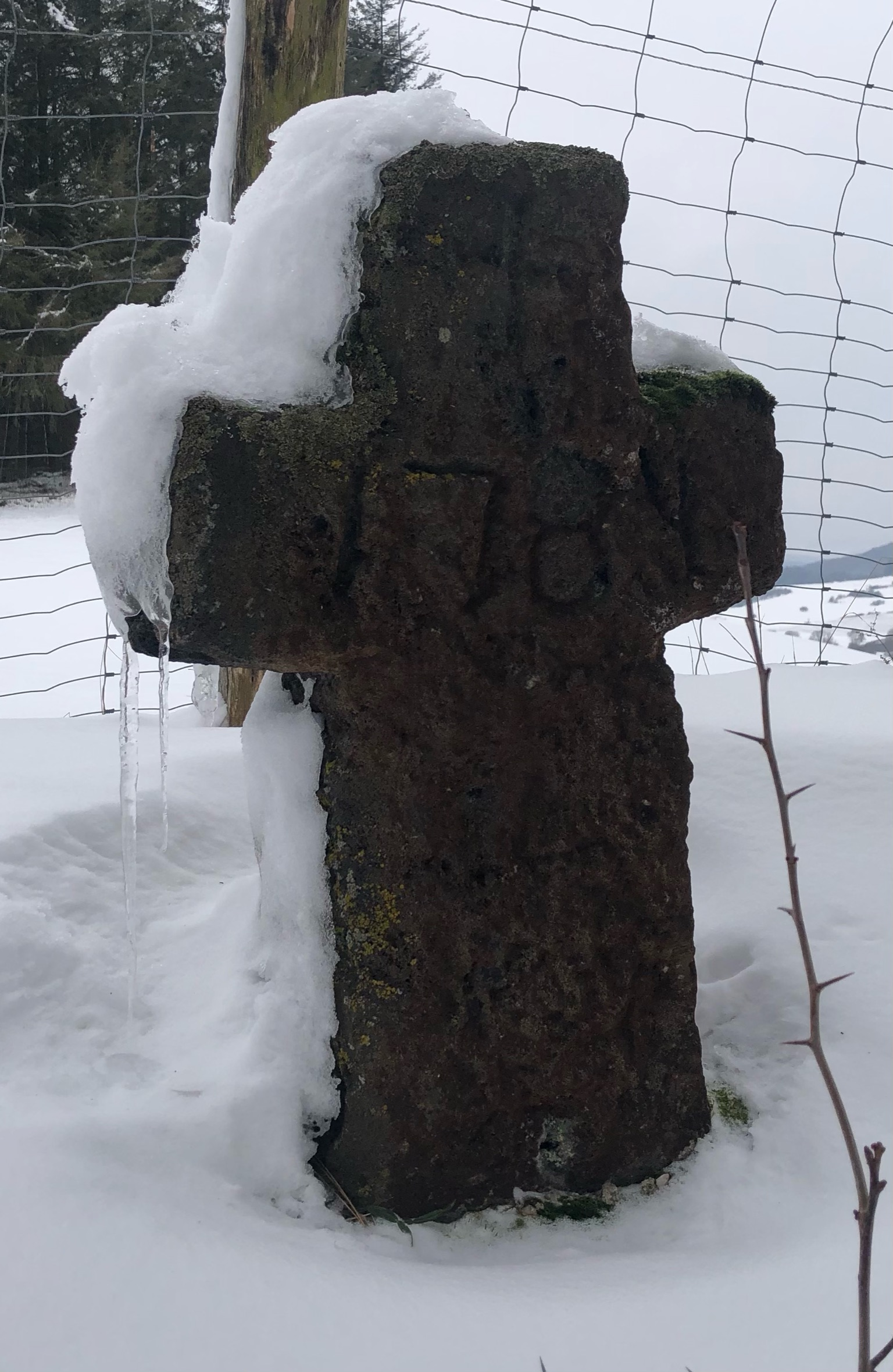
Steinkreuz vom extremen Winter 1783/84

Rund um den Ernstberg verlaufen mehrere Straßen: Ein paar Kilometer östlich des Bergs verläuft die Bundesstraße 421, die vom nördlichen Dockweiler, vorbei an Waldkönigen ins südliche Daun führt. Von dieser Straße zweigt bei Waldkönigen die Kreisstraße 35 ab, die in der Ortschaft auf die in Richtung Süden nach Steinborn führende K 12 trifft. Von dort führt die Landesstraße 28 nordwestwärts nach Kirchweiler, wo die K 36 in Richtung Nordosten nach Hinterweiler führt. Hier schließt sich die ostsüdostwärts nach Waldkönigen verlaufende die K 35 an, womit sich die Umrundung schließt. Zum Beispiel an diesen Straßen beginnend kann man den Berg auf Waldwegen und -pfaden erwandern.